# Onthophagus praecellens
Onthophagus praecellens é uma espécie de inseto do género Onthophagus, família Scarabaeidae, ordem Coleoptera.
Foi descrita cientificamente por Bates em 1887.